# Palacio Rosso
El palacio Rosso  es un edificio histórico y museo de la ciudad de Génova (Italia). Está ubicado en la Via Garibaldi y constituye una de las pinacotecas más importantes de la ciudad. Junto con el palacio Bianco y el palacio Doria-Tursi compone la red de museos de Strada Nuova.
Fue proyectado por el arquitecto Pietro Antonio Corradi y se construyó entre 1671 y 1677. Perteneció a la familia Brignole Sale hasta 1874, fecha en que Maria Brignole Sale, duquesa de Galliera, lo donó a la ciudad de Génova. Las obras de arte que contenía constituyeron el origen de una colección que en la actualidad incluye obras de Van Dyck, Guido Reni, Paolo Veronese, Guercino, Gregorio de Ferrari, Albrecht Dürer, Bernardo Strozzi y Mattia Preti entre otros.
En 1952 fue restaurado por los arquitectos Franco Albini y Franca Helg.
Junto a otros 42 palacios de Génova forma parte, desde el 13 de julio de 2006 del Patrimonio de la Humanidad de la UNESCO.